# Redding, Bell & Coghlan Live
Redding, Bell & Coghlan Live è un album dei Redding, Bell & Coghlan, uscito nel 2010. I brani sono estratti dal repertorio dei gruppi di cui hanno fatto parte questi musicisti.

## Tracce
1. Waiting On You - 3:56 -
2. I Can Tell - 3:29 -
3. Whiskey In The Jar - 7:07 -
4. Manic Depression - 4:21 -
5. JC Solo Caroline - 4:03 -
6. Stone Free - 4:36 -
7. Silver Paper - 6:05 -
8. She Belongs To Me - 4:01 -
9. Rain - 3:50 -
10. Hoochie Koochie Man - 8:09 -
11. The Rocker - 5:23 -
12. Hey Joe - 6:13 -

## Formazione
- Eric Bell (Chitarra, voce) ex Thin Lizzy
- Noel Redding (Basso) ex Jimi Hendrix Experience
- John Coghlan (batteria) ex Status Quo